# コミック雑誌なんかいらない!
『コミック雑誌なんかいらない!』（コミックざっしなんかいらない）は、1986年公開の日本映画。内田裕也主演・滝田洋二郎監督・内田裕也、高木功脚本。
公開時に『水のないプール』『十階のモスキート』に続く、裕也三部作のシメ、と書く媒体もあった。

## 概要
内田裕也扮する人気芸能レポーターの奮闘ぶりを通して、ワイドショーに踊らされる大衆を皮肉ったブラックコメディー。成人映画出身の滝田洋二郎が初めて一般映画の監督を務めた作品でもある。タイトルは内田がファンである頭脳警察のアルバム 『頭脳警察セカンド』（1972年5月）に収録の楽曲タイトルから付けられた。滝田監督は許可は取ってないと思うと述べている。PANTAがライブで「これが『コミック雑誌』のタイトル料だ」と内田が自分が着ていた革ジャンを脱ぎ、自分に着せた」と語っていたという。
作品中には当時（1985年頃）に実際に起こった事件・事故や出来事を取り入れており、特に芸能界で「お騒がせ」した本人は作品中に自ら登場しているなど、豪華で異色のキャストも話題を呼んだ。また内田の作品内の口癖は「恐縮です」であり、これは芸能レポーター・梨元勝のキャラクターをモデルにしている（梨元自身も作品内に登場する）。またその役名「キナメリ」は、内田と親交があった編集者、木滑良久を元にしている。
第39回カンヌ国際映画祭の監督週間に招待され、ニューヨークとロサンゼルスの映画館でも上映された。

### 登場する（モデルとなった）事件・出来事
- 豊田商事事件
- 豊田商事会長刺殺事件
- 日航ジャンボ機墜落事故　※市販DVDなどでこの場面がカットされているバージョン（海外展開したバージョン）もある。
- 山口組と一和会の抗争（山一抗争）
- ロス疑惑（三浦和義が作品内に出演）
- 松田聖子と神田正輝の結婚（松田と以前交際していたとされる郷ひろみが出演）
- 桃井かおりと高平哲郎との交際（桃井が作品内に出演）

## スタッフ
- 監督：滝田洋二郎
- 脚本：内田裕也、高木功
- 音楽：大野克夫
- 撮影：志賀葉一
- 照明：金沢正夫
- 美術：大澤稔
- 録音：杉崎喬
- 編集：酒井正次
- 助監督：藤原幣吉、佐々部清、小久保利己、山田吉紀
- 製作主任：田中雅夫
- 記録：高山秀子
- ビデオ技術協力：日本VTR
- MA：ニューメグロスタジオ
- 現像：東映化学
- 製作者：多賀英典、内野二郎、岡田裕
- プロデューサー：海野義幸
- 製作：ニュー・センチュリー・プロデューサーズ

## キャスト
- 内田裕也（芸能レポーター・キナメリ）
- 渡辺えり子（キナメリの妻）
- 麻生祐未（少女）
- 原田芳雄（プロデューサー）
- 小松方正（ワイドショーの司会）
- 殿山泰司（隣の老人）
- 常田富士男（警察官）
- ビートたけし（殺人犯）
- スティービー原田（殺人犯の子分）
- 郷ひろみ（ホスト）
- 片岡鶴太郎（ホスト）
- 港雄一（ホスト）
- 久保新二（ホスト）
- 桑名正博（バーの客）
- 安岡力也（バーの客）
- 篠原勝之（バーの客）
- 村上里佳子（バーのママ）
- 小田かおる（レポーター）
- 志水季里子（キナメリを買う女）
- 片桐はいり（ホストクラブの女）
- 橘雪子（ホストクラブの女）
- 趙方豪（レポーター志願者）
- 梨元勝（芸能レポーター） ※クレジット無し
- 嶋大輔（本人役）
- 三浦和義（本人役）
- 桃井かおり（本人役）
- おニャン子クラブ
- 逸見政孝（当時フジテレビアナウンサー）
- 横澤彪（当時フジテレビプロデューサー）
- 下元史朗
- 伏見直樹とジゴロ特攻隊
- 螢雪次朗
- ルパン鈴木
- 池島ゆたか
- 藤井智憲
- 真堂ありさ
- しのざきさとみ
- 清水宏
- 長友啓典
- 川村光生
- 叶岡正胤
- 斉藤博
- 新井義春
- 高橋良明（神戸のヤクザの息子）
- 金野恵子
- 青柳文太郎
- 掛田誠
- 小寺大介
- 篠田薫
- 泉本教子
- タモリ（ナレーション）※クレジット無し

## 製作
1984年秋、内田裕也から滝田洋二郎に電話があり、『十階のモスキート』がフジテレビに8,000万円で売れた。それでニュー・センチュリー・プロデューサーズ（以下、NCP）から『もう一本、やらないか』と提案を受けた」と言った。内田が滝田監督の『連続暴姦』『真昼の切り裂き魔』を観て滝田を指名したもので、「ヨロシク!!」と言った。内田から電話を受けた滝田は直立不動で受話器を握っていたという。ところがNCPの岡田裕は「誰もそんなことは言ってない」と証言している。NCPは根本悌二にっかつ社長に、外注を目的として岡田裕ら6人のプロデューサーが外へ出されたことから、赤坂で興した独立プロダクション。1983年の森田芳光監督『家族ゲーム』や、1984年の伊丹十三監督『お葬式』を手掛けたことがきっかけで大きくなっていた。以降も吉川晃司×大森一樹三部作（『すかんぴんウォーク』他）、『CHECKERS IN TAN TAN たぬき』、『おニャン子ザ・ムービー 危機イッパツ!』などのアイドル映画も手がけ、ひっきりなしに仕事が入ってくる状況だった。1980年代に入って続々設立された独立プロの中でもディレクターズ・カンパニー（ディレカン）とともに目立つ存在だった。滝田監督は「ディレカンだって若手で優れた人たちの集団ですから、僕なんか見向きもされませんでした（笑）」と述べている。

### 企画
内田に呼び出された滝田が「どんな映画をやりたいんですか」と訊いたら「映画屋にそんな簡単に教えられっかよ。ゴジ（長谷川和彦）とかはよぉ、すぐ俺のアイデアを持ってこうとしやがる。映画屋にはすぐに話せねぇ」と言った。何度か打ち合わせを重ねた後、内田から「レポーターをやりたい」と言われたため、滝田はロマンポルノの企画で脚本家の高木功と、他人の不幸に平気で土足で踏みこんでいくレポーターの脚本を考えており、同じ企画を考えてた内田と考えが一致した。内田はジャーナリストに対する憧れを持ち、デヴィッド・ボウイら、海外のロックスターが社会的なコミットメントをしていたことに自身も刺激を受けていた。滝田は内田に「1985年の年開けからNCPで撮る」と言われたが、内田がNCPの知らないうちにNCPに入りこんできて、勝手に映画を作り始めたことから、なし崩し的にNCPでやる感じになったという。岡田裕は「もうまったくの裕也さんの推薦企画です。裕也さんが滝田さんを強く推薦してくだすって。『じゃあやろうよ』という、それだけの流れで決まりました。裕也さんと滝田さん主導で進められた企画です。なのでスタート時はニュー・センチュリー自体は噛んでおらず、『裕也さんに頼まれてただ引き受けた』という感じでした」などと述べている。

### キャスティング
NCPの担当プロデューサーは海野義幸に決まり、挨拶に行ったら「ウチはいま、伊丹（十三作品）とかフジテレビで滅茶苦茶忙しいから、出資はするけど、制作はおめえのプロダクションで勝手にやっとけ」と言われた。海野プロデューサーは「こんな企画、映画になるわけねえ」というスタンスだったという。NCPは通常準備のためのスタッフルームを日活撮影所内に作るが「自分で探してこい」と言われたため、ピンク映画のロケでよく使っていた、新宿にあった外波山文明の劇団「椿組」の稽古場を借りて、そこを製作の拠点にした。またNCPのキャスティング専門スタッフ・笹岡幸三郎にキャスティングを頼んだが、「ダメダメ、忙しいから、お前が自分でやれ」と言われため、内田が頭に来て、「よーし、わかった!!　岡田のヤロー（岡田裕）とケンカして、金いくらかかってもいいから、こっちでやるゾ」と、自分で郷ひろみや三浦和義ら全員に交渉。ビートたけしの出演は、内田がたけしの草野球チームに入って交渉した。錚々たるキャスティングは一日仕事の「友情出演」という形でギャラを抑えた。「内田さんからギャラは頂けません」と言う者も多かったという。脚本は後回しで、キャスティングを先にやり、出演の決まった役者を脚本に当てはめる形を取った。

### 脚本
1985年当時は特に大きな事件があり、ロス疑惑や松田聖子の結婚、山口組と一和会の抗争などの骨格は脚本に書いていた。高木功と共同脚本としてクレジットされる内田が書いたのは最初のメモだけで、内田のメモを滝田と高木が、中野の福屋ホテルに籠り脚本にした。滝田と高木で書いた脚本を内田に見せるため、ホテルニューオータニのスイートで打ち合わせ。内田は当時「青木」という偽名で宿泊していた。滝田と高木で身ぶり手ぶり交えて脚本を説明し、内田の意見を入れた脚本を岡田に見せた。第41回毎日映画コンクールで脚本賞を受賞したことは、一見、ラフなことをやってるように見えて、きちんとしたシナリオだということを批評家は見てくれたんだと滝田はうれしかったという。

### 撮影
1985年6月24日、目黒サレジオ教会での神田正輝と松田聖子の結婚式ゲリラ撮影からクランクイン。この6日前に起きた豊田商事会長刺殺事件に「これだ！」と閃いて刺殺現場にキナメリが飛びこみ、犯人（ビートたけし）と格闘するラストに書き換え、クランクインに間に合うようにした。「ラストシーンでキナメリが芸能事件じゃなく、ウォーターゲート事件みたいなスキャンダルを見つける展開にホンを書き換えたと思う」と滝田監督は話している。キナメリが三浦和義が経営する「フルハムロード・ヨシエ」に不法侵入する設定で、三浦和義に直撃インタビューする場面は、三浦のセリフは脚本に書かれてなく、三浦に「裕也さんが店に入ってきて失礼な質問をしますから、お答えいただいて、必ず思いきりコーラを顔にぶっかけてください」とだけ指示した。キナメリのインタビューに答える三浦のセリフは三浦のアドリブで、滝田は「やっぱり、この人は何かを演じ続け、芝居をしながら生きてきたんだな」と思ったという。
山一抗争を描くシークエンスでは、神戸の田おか邸の前で中継していたら、田岡満が玄関から出てきて内田に「裕也じゃねえか。元気か！」と言ったという。
劇中のドライブインシアターで『ときめきに死す』の実際の映像が流れ、同映画に主演した沢田研二の（劇中の）スキャンダルとしてダンプ松本との密会ネタをキナメリが持ちかけられる場面がある（沢田と松本自身は登場しない）。元々『ときめきに死す』は内田が映画化に取り組んでいたが、沢田の懇願で譲った経緯がある。
歌舞伎町風俗ルポではキナメリが当時人気があった「水鉄砲」を実演。
1985年が事件が多かったことから、事件のたびに脚本を書き足し、撮影が延び、当初、2週間の予定が4か月になり、製作費も当初予定していた4,000万円が8,000万円になった。

## 興行
当時としても不適切な描写てんこ盛りで、「過激なキワモノ」と思われ、東宝の他、大手映画会社からことごとく配給を断られた。にっかつ試写室での試写会にも田山力哉を含め、4人しか批評家が来なかった。やむなくNCPが自主配給した。封切りの前の1985年11月1日に早稲田大学の大学祭で有料試写会があり、一般公開は都内では池袋テアトルダイヤ、渋谷SPACE PART V（現在のシネクイント）、テアトル新宿、神奈川県では関内アカデミーで封切られ、全国で8館くらいの劇場にかけられた。日本でもヒットし、ニューヨークでも、ニューヨーク大学近くのダウンタウンの名画座で公開された。

## 海外映画祭招待

### ニュー・ディレクターズ／ニューフィルムズフェスティバル
ニューヨークのMoMA（ニューヨーク近代美術館）で開催された「ニュー・ディレクターズ／ニューフィルムズフェスティバル」に招待されて、滝田監督が自前で金浦、アンカレッジ経由の一番安い大韓航空で初めての海外旅行に行った。『ニューヨーク・タイムズ』のヴィンセント・キャンビーに絶賛され、MoMAの追加上映があり、カンヌ国際映画祭関係者も気に入ってくれて、監督週間への招待が決まった。

### 第39回カンヌ国際映画祭
翌1986年5月の第39回カンヌ国際映画祭には、滝田と内田の2人で行った。日本からは大島渚が『マックス、モン・アムール』を出品。本作は森田芳光の『それから』と共に監督週間で出品された。上映終了後に熱狂的な拍手とスタンディングオベーションを受けた。パルム・ドールは『ミッション』。

## 作品の評価

### 公開時の評価
『シティロード』は「内田が梨元勝ばりにTVリポーターに扮し、Xデー直前の三浦和義に直撃取材したり、松田聖子・神田正輝の結婚式をゲリラ撮影したり、日航機の遭難現場にヘリを飛ばしたり、山本晋也ばりの歌舞伎町をルポしたり、おニャン子クラブに『セーラー服を脱がさないで』を歌わせたり、1985年に世間を騒がせた事件を取材しまくる。桑名正博や安岡力也がスキャンダルタレントを演じ、逸見政孝や横澤彪らが本人役を演じる中、郷ひろみがNo.1ホストを演じたり、ビートたけしが豊田商事会長殺しの犯人に扮するなど、いったいどこまでが嘘で、どこまでが実なのか、そのボーダーラインを曖昧にすることで、ジャーナリズム＝ショービジネス化の時代に警告を鳴らす『フォーカス』映画版でも内田版『川口浩探検隊』でもなく、内田扮するレポーター・キナメリが、豊田商事事件に立ち会うことで、自らのアイデンティティにつまずくことで、娯楽映画によるジャーナリズム論となっている」などと評価している。

### 後年の評価
伊藤彰彦は「起承転結がはっきりした脚本に、撮影中に起きた事件が差し挟まれた構成。それに、事件の再現ドラマと実際の事件の現場に主人公の内田裕也が立ち会うドキュメンタリーが混淆しているところが面白い。こんな映画は他に類例がない」「80年代を象徴する映画」などと評している。滝田監督はこの作品の成功をきっかけに、以降、脚本家一色伸幸とのコンビで社会派コメディをヒットさせた。NCPも現在アルゴ・ピクチャーズとして存続している。

### 受賞歴
- 第60回キネマ旬報ベスト・テン第2位、読者選出日本映画ベスト・テン第5位
- 第41回毎日映画コンクール脚本賞（内田裕也、高木功）
- 第11回報知映画賞作品賞、主演男優賞（内田裕也）